# 洲本市立安乎中学校
洲本市立安乎中学校（すもとしりつ あいがちゅうがっこう）は、兵庫県洲本市安乎町北谷にある公立中学校。通称は「安乎中」（あいがちゅう）。

## 沿革
- 1947年 - 安乎村立安乎中学校 創立[1]
- 1955年 - 合併に伴い洲本市立安乎中学校に改称
- 1961年 - 火災により全校舎が焼失する（1962年に新校舎完成）
- 2002年 - 学校週5日制スタート

## 年間行事
- 4月 入学式
- 5月 トライやる・ウィーク、修学旅行
- 9月 運動会（保育所・小学校・中学校合同）
- 3月 卒業式

## 部活動
- ソフトテニス部
- 卓球部

## 進学前小学校
- 洲本市立安乎小学校[2]

## 校歌
校内から淡路富士（先山）を望むが歌詞には含まれていない。

## 通学区域が隣接している学校
- 洲本市立洲浜中学校
- 洲本市立五色中学校
- 淡路市立津名中学校